# Мак йонг

Сцена «поклонение ребабу» из представления мак йонг (Национальный дворец культуры, Малайзия, 2015 год).

«Мак йонг» (малайск. Persembahan Mak yong , джави جيكيي; тайск. มะโย่ง Ма йонг) — разновидность традиционного театра, сочетающего танец, пение и драму.
Известен с XVIII века первоначально как придворный театральный жанр. В XX веке приобрёл характер народного театра. Распространён главным образом в Малайзии в Келантане и в Индонезии на острове Бинтан, архипелаг Риау. Традиционно все роли исполняют женщины. В настоящее время ряд ролей наряду с женщинами исполняют мужчины. В Индонезии все актёры выступают в масках. Открывается танцем «поклонение ребабу» (малайск.  Mengadap Rebab).
В представлении участвуют ведущая (Мак Йонг) и труппа из 16 актёров. Репертуар включает 12 сохранившихся сюжетов о легендарном принце и принцессе, а также о конфликте старшей и младшей жен с непременным торжеством последней (например, пьеса о Радже Тангкай Хати). Музыкальное сопровождение — гонги, барабаны и ребаб. Спектакль может длиться более трёх часов с юмористическими вставками на открытой сцене: с трёх сторон публика, с четвёртой оркестр. Представление используется также в спиритических целях, в частности, для исцеления больных.
Наиболее известные труппы в Малайзии: «Сри Нилам» Национального дворца Культуры и «Киджанг Эмас» Государственного департамента культуры и искусства. Среди  исполнителей мак йонга выделяются Хатиджа Аванг и Роснан Абдул Рахман. В 2005 году включён в Список нематериального культурного наследия человечества ЮНЕСКО.